# استقلال أحمد
استقلال أحمد (17 نوفمبر 1961 -)، ممثلة وإعلامية بحرينية ولدت وعاشت في الكويت، وبعد زواجها انتقلت إلى البحرين واستقرت فيها.

## عن حياتها
ولدت بعد استقلال دولة الكويت بأشهر لذلك أطلق عليها هذا الاسم، كانت تعيش مع أسرتها في الكويت. وهي شقيقة الممثل كاظم الزامل بداية حبها للفن بدأت منذ الصغر، حيث كانت بطلة دائمة في مسرح المدرسة. بعد تخرجها من المرحلة الثانوية التحقت بالدراسة في المعهد العالي للفنون المسرحية وتخصّصت في مجال النقد والأدب المسرحي.

### حياتها الفنية
بدأت أول خطوة في التمثيل عام 1975 خلال سهرة «منى» وأدت دور البطولة وهي في سن الرابعة عشرة من عمرها، ومن ثم توالت أعمالها ولكن بدايتها الحقيقة كانت في مسلسل درب الزلق إلى جانب الفنان عبد الحسين عبد الرضا برزت بالعديد من الأعمال على خشبة المسرح وشاشة التلفزيون حتى مسلسل الرجال لعبتهم النقود آخر أعمالها التمثيلية قبل مغادرتها إلى البحرين.

### الزواج والإعتزال
بعد زواجها من مذيع بحريني، انتقلت للعيش في البحرين، ثم اعتزلت التمثيل، بعد أن رزقت منه بخمسة أولاد، منهم ابنان وثلاث بنات، إلا إنها واصلت مشوارها الفني في الأعمال الإذاعية وكتابة الشعر.
في العام 1992، بدأت بتقديم برنامج «صباح الخير يا بحرين»، بمشاركة الإعلامية عايشة عبد اللطيف، ويعد صوتا وطنيا لمعالجة مشكلات المواطنين الخدماتية انسحبت منه عام 2012 لتعود اليه بعد فترة وجيزة.

## أعمالها

### في التلفزيون
- 2019: أنا عندي نص.
- 2000: سلامتك - برنامج تلفزيوني.
- 1988: الرجال لعبتهم النقود.
- 1984: حكايات خلف الجدران - سهرة تلفزيونية.
- 1983: البوم الصور - تمثيلية .
- 1983: غدا تبدأ الحياة.
- 1983: خالتي قماشة.
- 1982: النساء لعبتهم الألوان - سهرة تلفزيونية.
- 1978: بنت البادية.
- 1978: في منتصف الليل.
- 1979: وعندما تحترق الشموع - سهرة تلفزيونية.
- 1979: الحظ والملايين.
- 1978: الطابق الثالث.
- 1977: إجازة أم - سهرة تلفزيونية.
- 1977: ابن العطار.
- 1977: دنيا المهابيل.
- 1977: درب الزلق.
- 1977: الشمس فوق البطاح - سهرة تلفزيونية.
- 1977: والدي العزيز.
- 1975: نورة.
- 1975: وذاب الجليد - سهرة تلفزيونية.
- الوريث.
- 1975: منى - سهرة تلفزيونية.

### من المسرحيات
- 1987 :برشامة.
- 1987: عنتر بن شداد.
- 1985: حديث الديرة.
- 1985: محاكمة علي بابا.
- 1984: الشاطر حسن.
- 1984 فرحة الامة.
- 1983 :فرسان المناخ.
- 1983: أفراح والشجعان الثلاثة.
- 1983: جسوم ومشيري.
- 1978: عريس لبنت السلطان.
- 1978: السندباد البحري.
- 1976: عالم غريب غريب غريب.
- 1975: ضحية بيت العز.

### الأذاعة
- 1992- حتى الآن: صباح الخير يا بحرين
- 2008: الجيران

### في السينما
- 1982: القرار

## الجوائز
- 2008: حصلت على جائزة أفضل ممثلة درامية إذاعية في القاهرة من خلال دورها في مسلسل الإذاعي الجيران وحصلت على شهادة الإبداع.

## روابط خارجية
- استقلال أحمد على موقع قاعدة بيانات الأفلام العربية